# نعمانیه (فرقه)
نعمانیه یکی از فرقه‌های منشعب شده از تشیع است که به ابوجعفر محمد بن نعمان احول مشهور به مومن الطاق منسوب است. مخالفین این فرقه، موسس فرقه را شیطان الطاق دانسته و به همین جهت نام دیگر این فرقه، شیطانیه است. برخی این فرقه را از معتزله ذکر کرده‌اند که خالی از اشکال نیست.

## اعتقادات
در اعتقادات این گروه آورده‌اند که آنان معتقدند خداوند قبل از خلقت شر، از وجود آن ناآگاه بوده است. اسفراینی این دیدگاه را به هشام بن حکم نسبت داده است و وی را با مومن الطاق در اعتقادات ظاله همراه دانسته است. شهرستانی اعتقاد دیگری را به آنها نسبت می‌دهد که خداوند نور است و به صورت آدمی است. این گروه امامان شیعه را از علی بن ابی طالب تا موسی کاظم پذیرفته‌اند و جزء واقفیه نبودند.